# Johann Wilhelm Cornelius von Königslöw
Johann Wilhelm Cornelius von Königslöw, né le 16 mars 1745à Hambourg et mort le 14 mai 1833 à Lübeck est un compositeur et organiste allemand qui fut pendant cinquante ans organiste à l'église Sainte-Marie de Lübeck.

## Biographie
Il apprend auprès de son père le chant et le clavier. Adolf Karl Kunzen, organiste de Sainte-Marie de Lübeck, l'appelle auprès de lui en 1758 pour devenir soprano à l'Abendmusik (« Musique du soir ») de l'église. Il apprend aussi la composition, l'orgue et le violon. Il prend sa suite lorsque Kunzen est victime d'une attaque qui le laisse paralysé du bras droit et devient donc son adjoint en 1772, puis son remplaçant à sa mort en 1781. Le Sénat de Lübeck confirme sa position de maître d'œuvre. Il y donne régulièrement des concerts d'orgue de sa composition et dirige l' Abendmusik. Lorsque le dernier Kantor (maître de chapelle), Johann Hermann Schnobel prend sa retraite en 1801, Königslöw devient directeur de la musique de la ville. C'est la fin du Kirchenordnung (« ordre d'église ») instauré par Johannes Bugenhagen en 1531 qui imposait aux petits chanteurs de l'église de participer aux chants liturgiques.
Il est à l'origine des Liebhaber- und Winter Konzerte (« Concerts d'hiver et des amateurs ») qu'il dirigea en 1791.
Königslöw fait donner, également, des concerts de musique profane ou sacrée, avec des oratorios de Haendel, Haydn, Mozart, ou Beethoven, et ouvre un institut de chant, dont les œuvres vocales sont jouées.

## Œuvre
- Joseph, oratorio, Saint-Pétersbourg, 1784
- Der gebor'ne Weltheiland (Le Sauveur du monde est né), oratorio, 1788, publié par la Bibliothek der Hansestadt Lübeck, 2006
- Davids Klage am Hermon (Le Jugement de David au Mont Hermon), oratorio, 1793, idem, 2003
- Introduction et fugue en ré; Introduction et fugue en do, in Lübecker Orgelbuch, publié par la Stadtbibliothek Lübeck, 2003
- Introduction et fugue en do majeur; Introduction et fugue en fa, idem, 2000

## Source
- (de) Cet article est partiellement ou en totalité issu de l’article de Wikipédia en allemand intitulé « Johann Wilhelm Cornelius von Königslöw » (voir la liste des auteurs).